# Suwan Kerd-Orn
Suwan Kerd-Orn (thailändisch สุวรรณ เกิดอ่อน; * 12. Mai 1941) ist ein ehemaliger thailändischer Radrennfahrer.

## Sportliche Laufbahn
Suwan Kerd-Orn war im Straßenradsport aktiv und Teilnehmer der Olympischen Sommerspiele 1964 in Tokio. Im Mannschaftszeitfahren kam Thailand mit Suwan Kerd-Orn, Vitool Charoenrut, Taworn Jirapan und Chainarong Sophonpong auf den 28. Rang.